# Wikariat apostolski Bontoc-Lagawe
Wikariat apostolski Bontoc-Lagawe (łac. Vicariatus Apostolicus Bontocensis-Lagavensis) – rzymskokatolicki wikariat apostolski na Filipinach. Podlega bezpośrednio pod Stolicę Apostolską. Powstał w 1992 z terenu wikariatu Montagnosa.

## Główne świątynie
- Katedra: Katedra św. Rity z Cascii w Bontoc

## Wikariusze apostolscy
- Brigido Galasgas (1992–1995)
- Francisco Claver SJ (1995–2004)
- Cornelio Wigwigan (2004–2005)
- Rodolfo Beltran (2006–2012)
- Valentin Dimoc (od 2015)